# Brouwerij Smisje

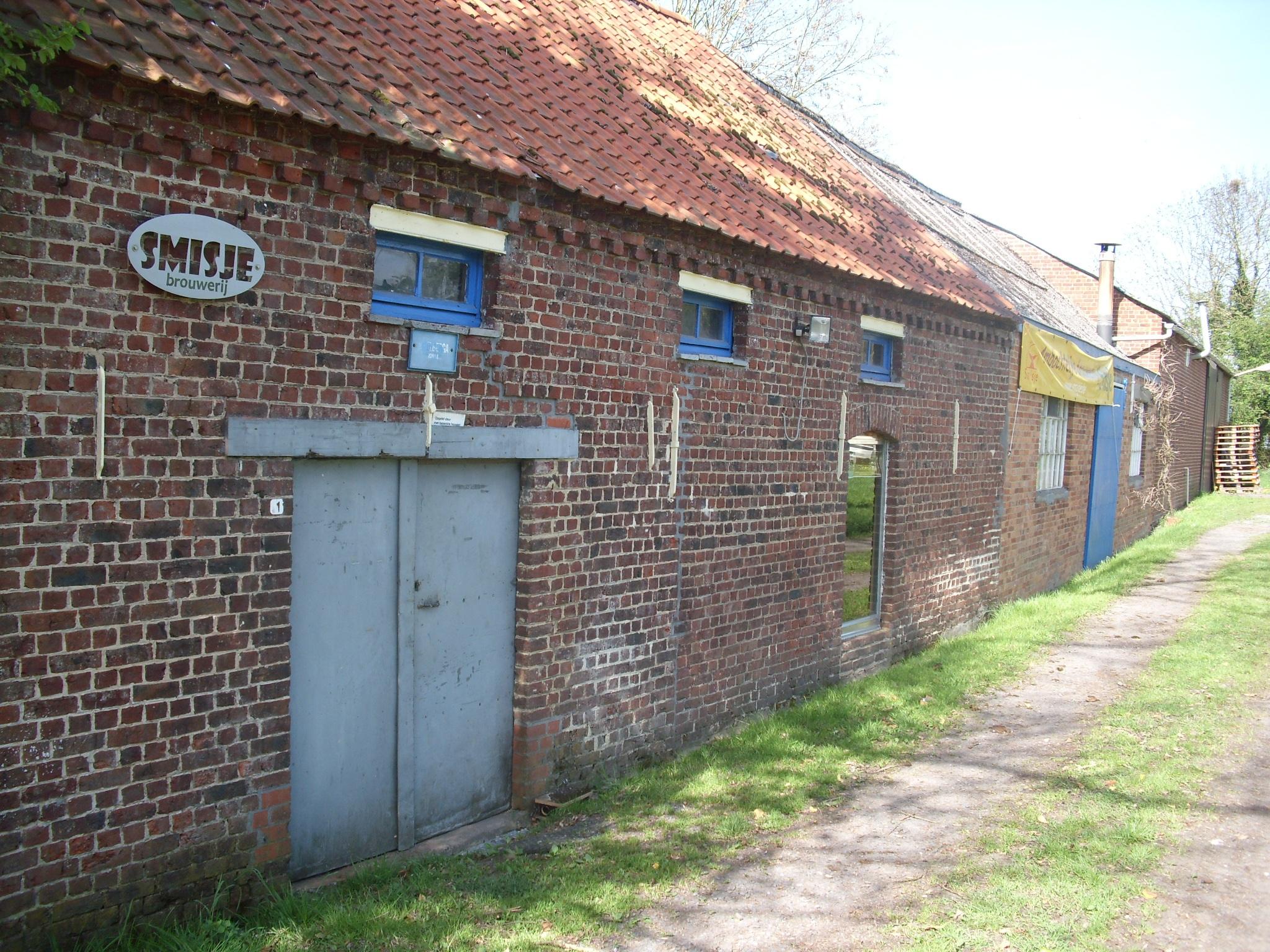
Brouwerij Smisje in Mater

Brouwerij Smisje, vroeger Brouwerij De Regenboog, was met een brouwcapaciteit van 2000 liter per brouwsel een van de kleinste ambachtelijke brouwerijen in België.

## Geschiedenis
De brouwerij werd opgericht in 1995 door Johan Brandt en was tot 2008 gelegen in het West-Vlaamse Assebroek, een deelgemeente van de stad Brugge. Voornamelijk omwille van het gebrek aan de nodige ruimte voor uitbreiding (de brouwcapaciteit bleef beperkt tot 320 liter per brouwsel), verhuisde de brouwerij in 2009 naar Mater, een deelgemeente van Oudenaarde. Deze verhuis bracht ook de officiële naamsverandering van De Regenboog naar Smisje met zich mee. In 2010 werd beslist alle bestaande bieren behalve het Kerstbier te doen verdwijnen uit het assortiment en het nieuwe bier Smiske te lanceren. De oudere Smisje-bieren werden echter zo gewaardeerd dat een aantal mensen een Facebook-groep opzette om de bieren toch nog te laten brouwen. Op aanvraag van de regelmatige bezoekers besluit in 2011 de brouwer ook Smiske Bruin te brouwen. De brouwerij staat te koop sinds augustus 2022.
De experimentele brouwerij exporteerde ruim 50% van haar productie naar onder meer de Verenigde Staten, Nederland, Italië, Spanje en Denemarken.
De bieren van deze brouwerij droegen sinds 2012 het logo "Belgische Hop-Houblon Belge–Belgian Hops". Dit kwaliteitslabel werd in september 2011 gelanceerd en wordt enkel toegekend aan bieren die gebrouwen worden met minimum 50% Belgische hop.

## Bieren
- Smiske Blond - 7%
- Smiske Bruin - 7%
- Smiske Extra - 7%
- Smiske Winter - 11%
- Big Bayou (met cajunkruiden) - 4%

Onder meer onderstaande bieren werden in het verleden (bij gelegenheid) gebrouwen in deze brouwerij :
- Brugs Beertje 20 - 6,5%
- Brugs Beertje 25 - 9%
- De Regenboog IJzer - 6%
- De Regenboog Naamloos - 6%
- Lombardus - 7%
- Pandreitje - 7%
- Pierewietje - 6%
- Smisje Kerst - 11%
- Snuffelbeer - 6%
- 't Smisje + dubbel IPA - 10%
- 't Smisje BBBourgondiër - 12%
- 't Smisje Blond - 6%
- 't Smisje Calva Reserva - 12%
- 't Smisje Catherine The Great Imperial Stout - 10%
- 't Smisje Cuvee 2005 - 10%
- 't Smisje Dubbel - 9%

- 't Smisje Fiori - 7%
- 't Smisje Grande Reserva - 11%
- 't Smisje Great Reserva - 10%
- 't Smisje Guido - 8%
- 't Smisje Halloween - 10,5%
- 't Smisje Honing - 6%
- 't Smisje Honingbier Bruin - 6%
- 't Smisje Meso - 2,5%
- 't Smisje Sleedoorn Extra - 7%
- 't Smisje Sleedoorn - 6%
- 't Smisje Speciale - 10,5%
- 't Smisje Tripel - 9%
- 't Zwarte Gat Bier - 6%
- Terracotta - 7%
- Vuuve - 5%
- Wostyntje - 7%
- KopAf - 7%